# Lorris Murail
Pour les articles homonymes, voir Murail.
Lorris Murail, né le 9 juin 1951 au Havre et mort le 3 août 2021 à Chamadelle des suites de la maladie de Charcot, est un écrivain français. Il écrit pour la jeunesse et pour les adultes (science-fiction). Il est aussi critique littéraire, traducteur (anglais) et journaliste spécialisé en gastronomie.

## Biographie
Lorris Murail est diplômé de l'Institut d'études politiques de Paris. Il est père de quatre filles. Il écrit depuis l'âge de seize ans.
Lorris Murail, fils du poète Gérard Murail, est le frère de Tristan Murail, compositeur, de Marie-Aude Murail et d'Elvire Murail, écrivaines, avec lesquelles il écrit parfois à quatre (L'expérienceur, 2003, Angie !, 2021) ou à six mains (Golem, 2002).
En 2021, avec sa sœur Marie-Aude Murail, il signe deux romans policiers, Angie ! et Souviens-toi de septembre !. En 2022, paraît le troisième volet de cette trilogie, À l'hôtel du Pourquoi-Pas ? commencé avec sa sœur et achevé par elle.

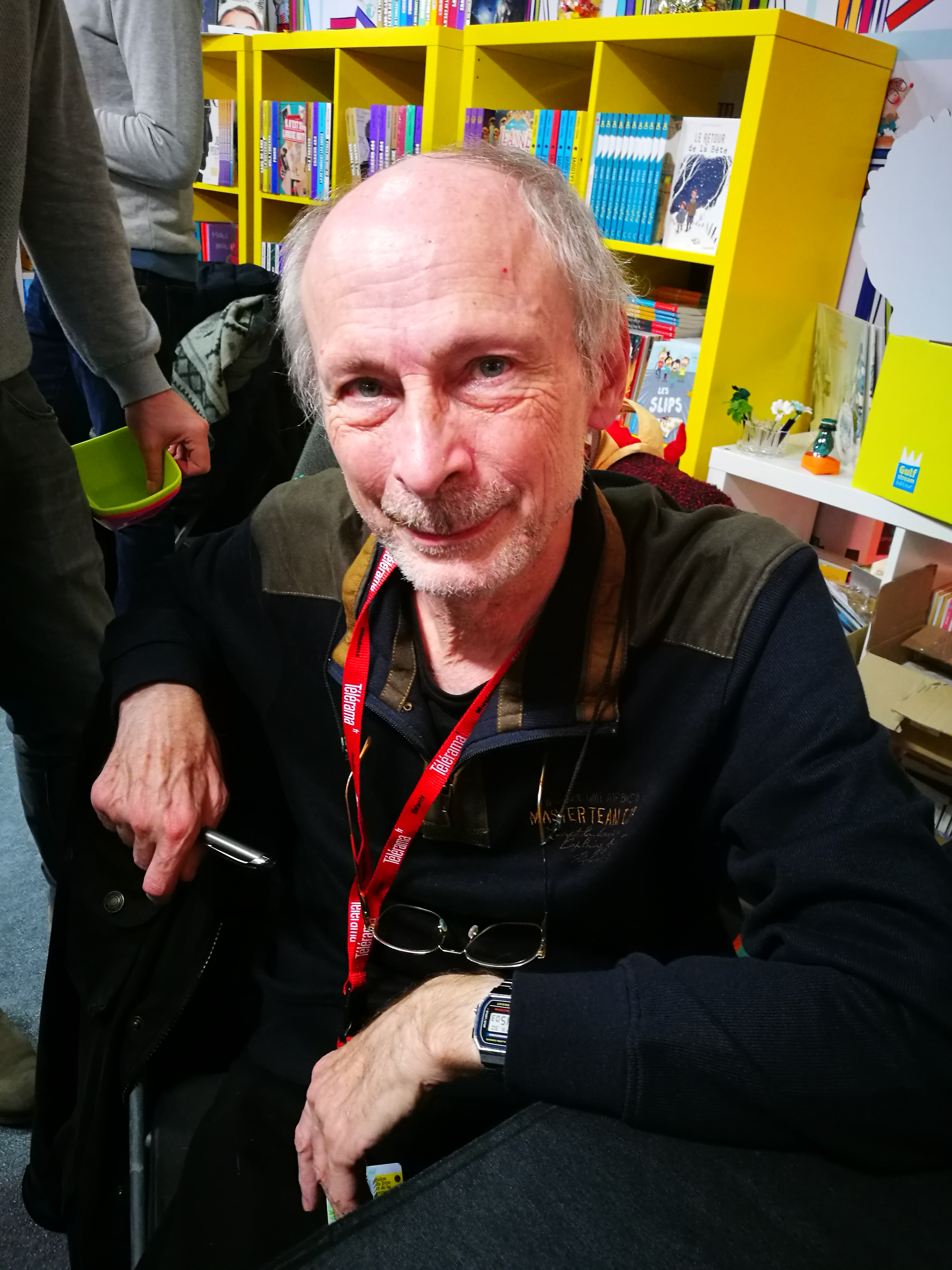
Lorris Murail, Montreuil, 2018

## Œuvres

### Littérature jeunesse
- Le Cirque Manzano, 1991
- Le Professeur de distractions, 1993
- L'Ancêtre disparue, 1994
- La Dernière Valse, 1995
- La Course aux records, Rageot, 1996
- Qui c'est celui-là ?, 1998
- Le Petit Cirque des horreurs, 1999
- Ma Chambre, mon lit, ma mère et moi, mai 2003
- Les Pommes Chatouillard du chef, Gallimard, 2000
- Le Voyage d'Ulysse, 2005
- Même pas en rêve, 2005
- Flash mob, 2005
- Foule sentimentale, 2005
- Panique en cuisine, 2006
- La Guerre de Troie, 2007
- Les Semelles de bois, 2007
- Un méchant petit diable, 2007
- Le Maléfice égyptien, 2007
- Ce que disent les nuages : roman, Paris, l'Archipel, 2009, 400 p. (ISBN 978-2-8098-0153-8)
- Ne répète jamais ça !, 2009
- Reality girl : roman, Paris, l'Archipel, 2010, 271 p. (ISBN 978-2-8098-0348-8)
- L'inconnu de l'île Mathis, 2011
- Shanoé, 2014
- Lundi, couscous, 2014
- Douze ans, sept mois et onze jours, 2015[4]
- Rien ni personne, Sarbacane, 2017
- Chaque chose en son temps, Gulfstream, 2018
- L'horloge de l'Apocalypse, Pocket Junior, 2018
- Vampyre, Pocket Junior, 2019
- Soleil trouble, Pocket Junior, 2020
- D'amour, d'Historiens et d'éléphants, Blogger de Loire, 2023 (intégrale des nouvelles)

#### Série pour la jeunesse
- Dan Martin enquête
  - Dan Martin, détective, 1994
  - Coup de blues pour Dan Martin, 1996
  - Dan Martin fait son cinéma, 1998
  - Dan Martin file à l'anglaise, 1999
  - Le Chartreux de Pam, 1999
- Les Cornes d'ivoire
  - Afirik - Petite sœur blanche, avril 2011
  - Septentrion - La ballade du continent perdu, septembre 2012
  - Celle qui lève le vent, juin 2014

#### Œuvres en collaboration
En collaboration avec ses sœurs Marie-Aude Murail et Elvire Murail:
- Golem (2002)
  - Magic Berber
  - Joke
  - Natacha
  - Monsieur William
  - Alias

En collaboration avec Marie-Aude Murail :
- L'expérienceur, L'école des loisirs, 2003
- Angie !, L'école des loisirs, 2021
- Souviens-toi de septembre !, L'école des loisirs, 2021
- À l'hôtel du Pourquoi-Pas ?, L'école des loisirs, 2022

#### Bande dessinée
- Le Journal de Carmilla
  - Reproduction interdite, 2006 (ISBN 2-74930-269-2) Scénario de Lorris Murail, dessins de Laurel
  - Une espèce en voie de disparition, 2007 (ISBN 2-74930-380-X) Scénario de Lorris Murail, dessins de Laurel
  - Compensé carbone, 2008 Scénario de Lorris Murail, dessins de Laurel
  - Delphinothérapie, 2009 Scénario de Lorris Murail, dessins de Laurel
- Les enquêtes surnaturelles de Mina
  - Descente aux Enfers !, 2011 (ISBN 978-2749305721) Scénario de Lorris Murail, dessins de Laurel

### Albums
- La Machine à Tout,, 2008 Scénario de Lorris Murail, dessins de Caterina Zandonella

### Pour les adultes
Par ordre chronologique de publication
- Omnyle, Jean-Claude Lattès, 1975
- La secte, Jean-Claude Lattès, 1977
- L'Hippocampe, Robert Laffont, coll. « Ailleurs et demain », 1981
- La Grande Roue, Robert Laffont, 1982
- Blanche-Ébène, Robert Laffont, 1985
- Le Tombeau de Ridge, François Bourrin, 1990
- La Méthode albanaise, Mille et Une Nuits, 1996
- Guide Totem de la science-fiction, Larousse, 1999
- Nuigrave, Robert Laffont, coll. « Ailleurs et demain », 2009
- Urbik/Orbik, Griffe d'encre, 2011 (ISBN 2917718307)
- Urbik/Orbik, Blogger de Loire, 2024 (ISBN 9782494684133)
- D'amour, d'historiens & d'éléphants, Blogger de Loire, 2023 (ISBN 9782494684027) intégrale des nouvelles

## Réflexion théorique
- Les mécanismes et la psychologie du temps dans la science-fiction, revue Phréatique N° 68 et 69, 1994 réédité en 2024 aux éditions Blogger de Loire (Urbik/Orbik préface)